# Distikon
Distikon (av grek. di, dubbel; stichos, vers), är ett forngrekiskt versmått som består av två rader. Den första raden är en hexameter och den andra en pentameter. Under antiken, i såväl Grekland som Rom, användes versmåttet vid skrivandet av en elegi. Därför talar man emellanåt om själva versmåttet som ett elegiskt distikon. I plural heter det distika. 

## Ett svenskt exempel och ett forngrekiskt
Ett exempel på ett svenskt distikon kan hämtas ur en obetitlad elegi av Stagnelius. Betoningen är här särskilt markerad. Cesuren i mitten av varje rad är också förtydligad.
Vän! I för/ödelsens /stund, (|) när ditt /inre av /mörker be-/täckes,

när i ett / avgrunds-/djup (|) minne och /aning för-/gå. 
Och denna forngrekiska elegi av Kallimachos, i svensk tolkning av Vilhelm Ekelund, består således av tre distika.
Tidigt i gryende dag Melanippos till bålet vi förde;

nu vid den sjunkande sol sjunker för egen hand

systern Basilo till skuggorna ned i förtvivlande smärta.

Icke en mörkare dag såg Aristippos' hus.

Tystnad den glada boning; tyst är omkring - den vida

staden höll in sitt sorl, häpen i mörknande kvälln.